# Ланцюгове правило (теорія ймовірності)
У теорії ймовірностей ланцюго́ве пра́вило (що також називають зага́льним пра́вилом до́бутку) дає можливість обчислювати будь-який член спільного розподілу набору випадкових змінних із застосуванням лише умовних імовірностей. Це правило є корисним у дослідженні баєсових мереж, що описують розподіл імовірності в термінах умовних імовірностей.
Розгляньмо пронумерований набір наборів {\displaystyle A_{1},\ldots ,A_{n}}. Щоби знайти значення цього члена спільного розподілу, ми можемо застосувати визначення умовної ймовірності для отримання
{\displaystyle \mathrm {P} (A_{n},\ldots ,A_{1})=\mathrm {P} (A_{n}|A_{n-1},\ldots ,A_{1})\cdot \mathrm {P} (A_{n-1},\ldots ,A_{1})}
Повторення цього процесу з кожним кінцевим елементом створює добуток
{\displaystyle \mathrm {P} \left(\bigcap _{k=1}^{n}A_{k}\right)=\prod _{k=1}^{n}\mathrm {P} \left(A_{k}\,{\Bigg |}\,\bigcap _{j=1}^{k-1}A_{j}\right)}
Для чотирьох змінних ланцюгове правило продукує такий добуток умовних імовірностей:
{\displaystyle \mathrm {P} (A_{4},A_{3},A_{2},A_{1})=\mathrm {P} (A_{4}\mid A_{3},A_{2},A_{1})\cdot \mathrm {P} (A_{3}\mid A_{2},A_{1})\cdot \mathrm {P} (A_{2}\mid A_{1})\cdot \mathrm {P} (A_{1})}
Це правило ілюструється таким прикладом. Урна 1 містить 1 чорну кулю та 2 білих кулі, а урна 2 містить 1 чорну кулю та 3 білих кулі. Припустімо, що ми обираємо урну навмання, і потім беремо кулю з цієї урни. Нехай подією {\displaystyle A} буде обрання першої урни: {\displaystyle \mathrm {P} (A)=\mathrm {P} (\sim A)=1/2}. Нехай подією {\displaystyle B} буде шанс взяти білу кулю. Шанс взяти білу кулю за умови, що ми обрали першу урну, становить {\displaystyle \mathrm {P} (B\mid A)=2/3}. Подія {\displaystyle A,B} буде їхнім перетином: обрання першої урни та взяття білої кулі з неї. Цю ймовірність може бути знайдено за ланцюговим правилом для ймовірності:
{\displaystyle \mathrm {P} (A,B)=\mathrm {P} (B\mid A)\mathrm {P} (A)=2/3\times 1/2=1/3}.